# Duilio Donzelli
Duilio Donzelli (Fossombrone, 29 giugno 1882 – Valence (Drôme), 9 gennaio 1966) è stato uno scultore e pittore italiano, ha svolto la sua attività in Lussemburgo, nel nord della Francia nel dipartimento della Mosa e in seguito nel sud della Francia nel dipartimento della Drôme.

## Biografia
Duilio Donzelli di Vincenzo e Rosa Mariani nasce a Fossombrone in provincia di Pesaro dove frequenta la scuola pubblica da poco resa obbligatoria dopo la nascita del Regno Unitario. La Regione Marche è ricca di cave di pietra di diverso tipo. Duilio frequenta sin da piccolo il mondo dei tagliatori di pietra, artisti, scultori, decoratori, pittori, affrescatori. All’inizio del secolo Duilio lavora in una cava di pietra a Cattolica dove apprende a sgrossare, levigare, forgiare i blocchi estratti e a fare incisioni. In seguito in un altro cantiere segue un artigiano decoratore da cui apprende l’arte dell’affresco. All’età di 20 anni si iscrive al Regio Istituto delle belle arti di Urbino ed ottiene il diploma di abilitazione all’insegnamento del disegno nelle scuole Tecniche e Normali.
Il contesto economico entro il quale si trova a vivere è difficile, la povertà è diffusa e Duilio, insieme ai suoi familiari e agli amici, sostiene le lotte di artigiani, operai, contadini che si sentono vittime del rigore delle leggi. Partecipa a diverse manifestazioni di protesta e il 22 novembre del 1904 un rapporto della Prefettura di Pesaro lo classifica come socialista rivoluzionario.
Nel 1912 Duilio Donzelli lascia l’Italia e si stabilisce a Esch-sur-Alzette nel Granducato di Lussemburgo dove, dopo inizi difficili, in cui fa l’operario presso l’industria siderurgica ARBED, riesce ad inserirsi e lavorare nel campo dell’arte e si afferma realizzando diversi monumenti e mascheroni: teste umane, animali o motivi floreali che decorano i palazzi lussemburghesi. Queste creazioni mostrano l’influenza dell’arte italiana; ispirate alla mitologia antica, queste decorazioni erano presenti nelle facciate e nei frontoni degli edifici italiani e si trovano spesso negli archi di porte o finestre. Nel 1922 decora proprio la facciata del Palazzo ARBED, realizza diversi mascheroni in pietra per le facciate di palazzi e per le poste del Lussemburgo. A 25 anni dalla sua scomparsa le poste lussemburghesi emettono in suo ricordo francobolli rappresentanti le opere realizzate dall’artista a Esch-sur-Alzette.
Durante la sua permanenza in Lussemburgo, Duilio si lega agli ambienti operai e alle società di mutuo soccorso, partecipa a manifestazioni e lotte a sostegno dei lavoratori e a riunioni clandestine di gruppi di propaganda antifascista e il 17 dicembre 1924 il Granducato di Lussemburgo emette un provvedimento di espulsione nei suoi confronti.
Vista la situazione politica italiana, Duilio Donzelli non può rientrare in Italia, si trasferisce quindi nella Meuse, una regione a Nordest della Francia dove, dopo un inizio problematico, decora, restaura e scolpisce numerose opere. In seguito all’invasione della Lorena da parte dei tedeschi è costretto nuovamente a fuggire e si stabilisce a Valence-sur-Rhône dalla fine dell’agosto del 1940 fino alla morte che lo coglie all’età di 84 anni il 9 gennaio 1966.

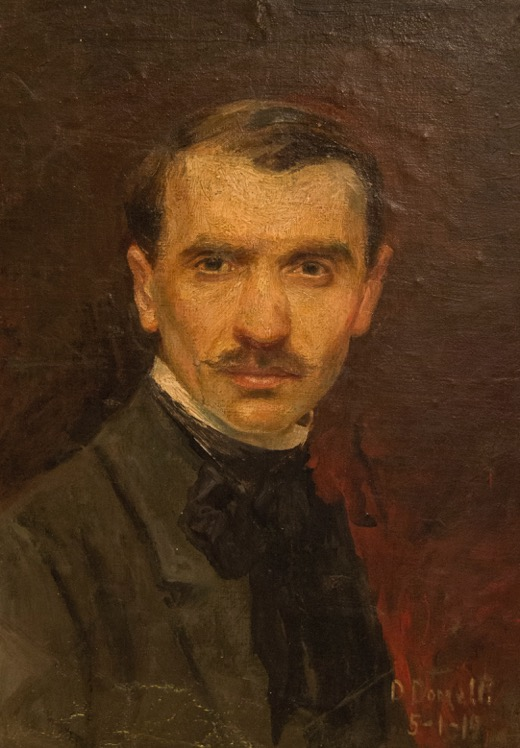
"Autoritratto" (olio su tela - 1919)
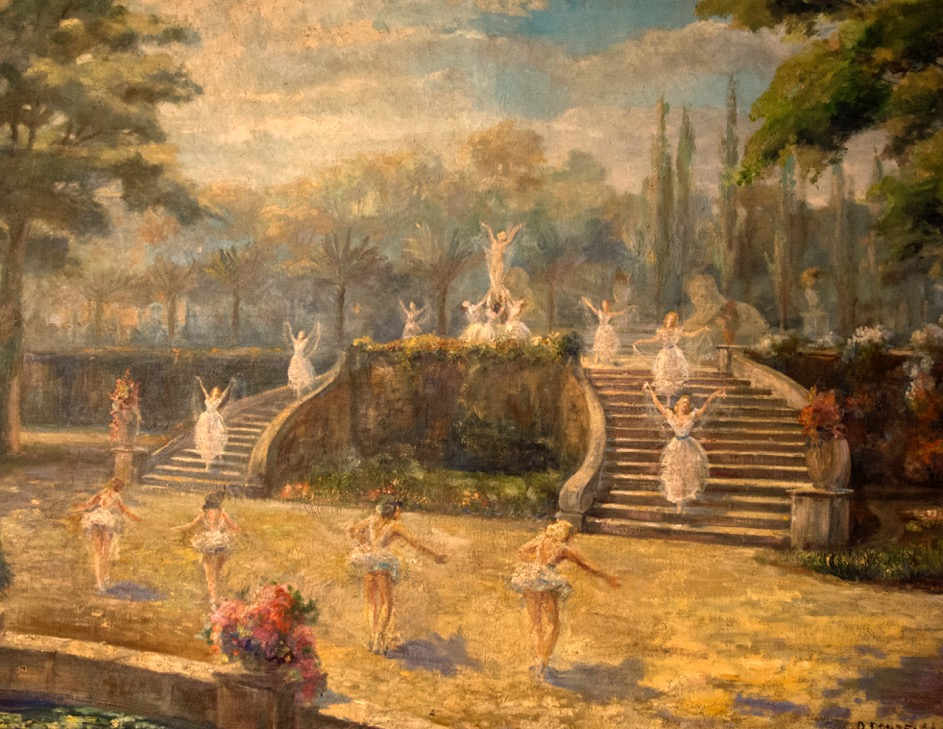
"Danzatrici" (Olio su tela)
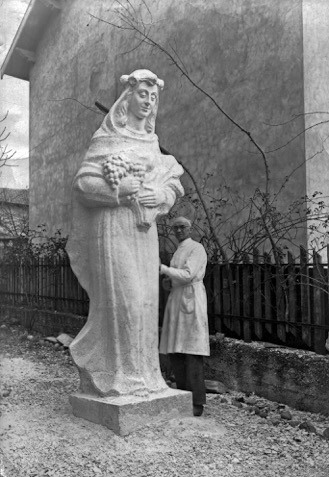
"Statua Madonna di Sant Verand" (atelier - Valence)
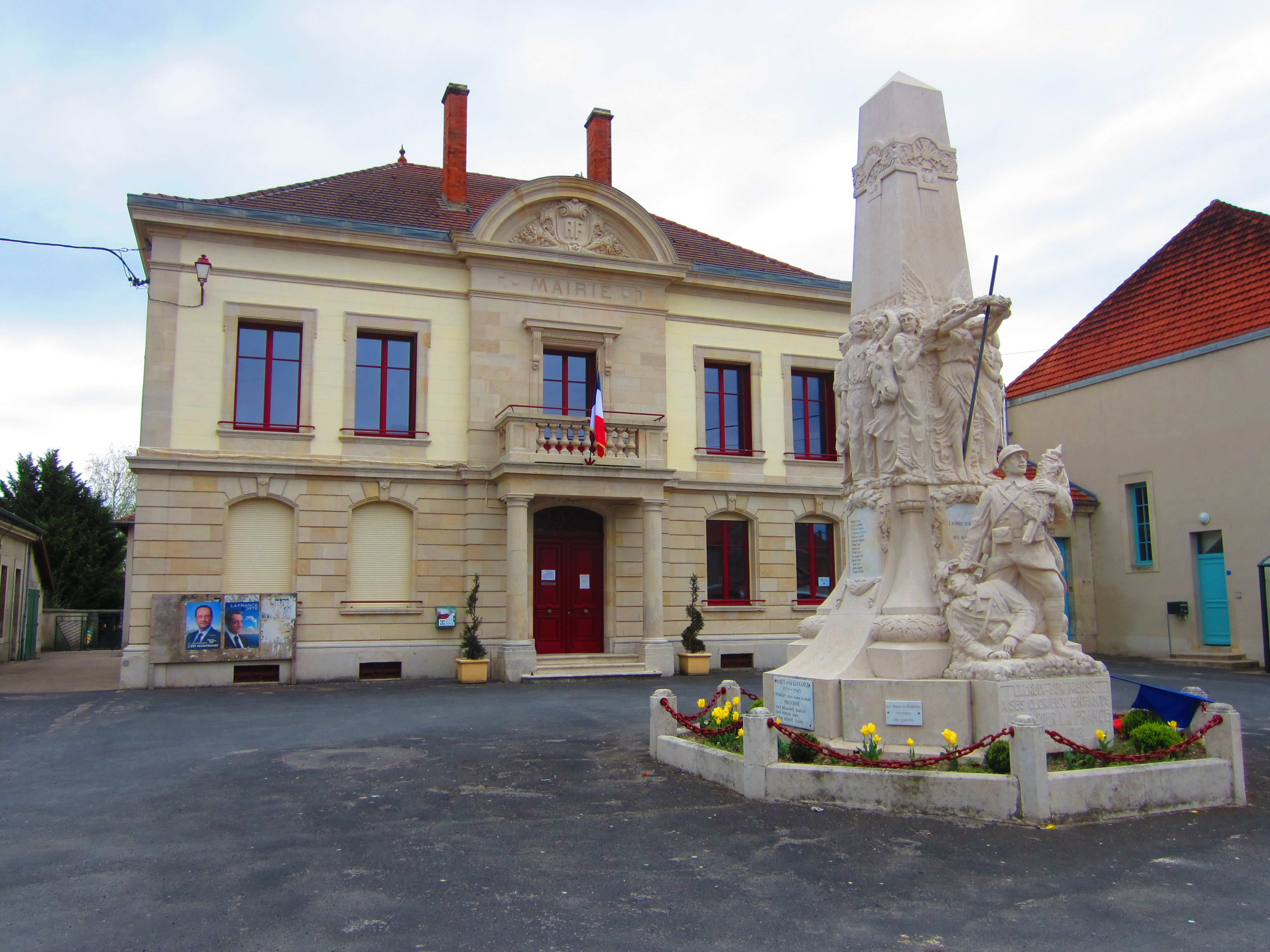
Comune di Lacroix Meuse
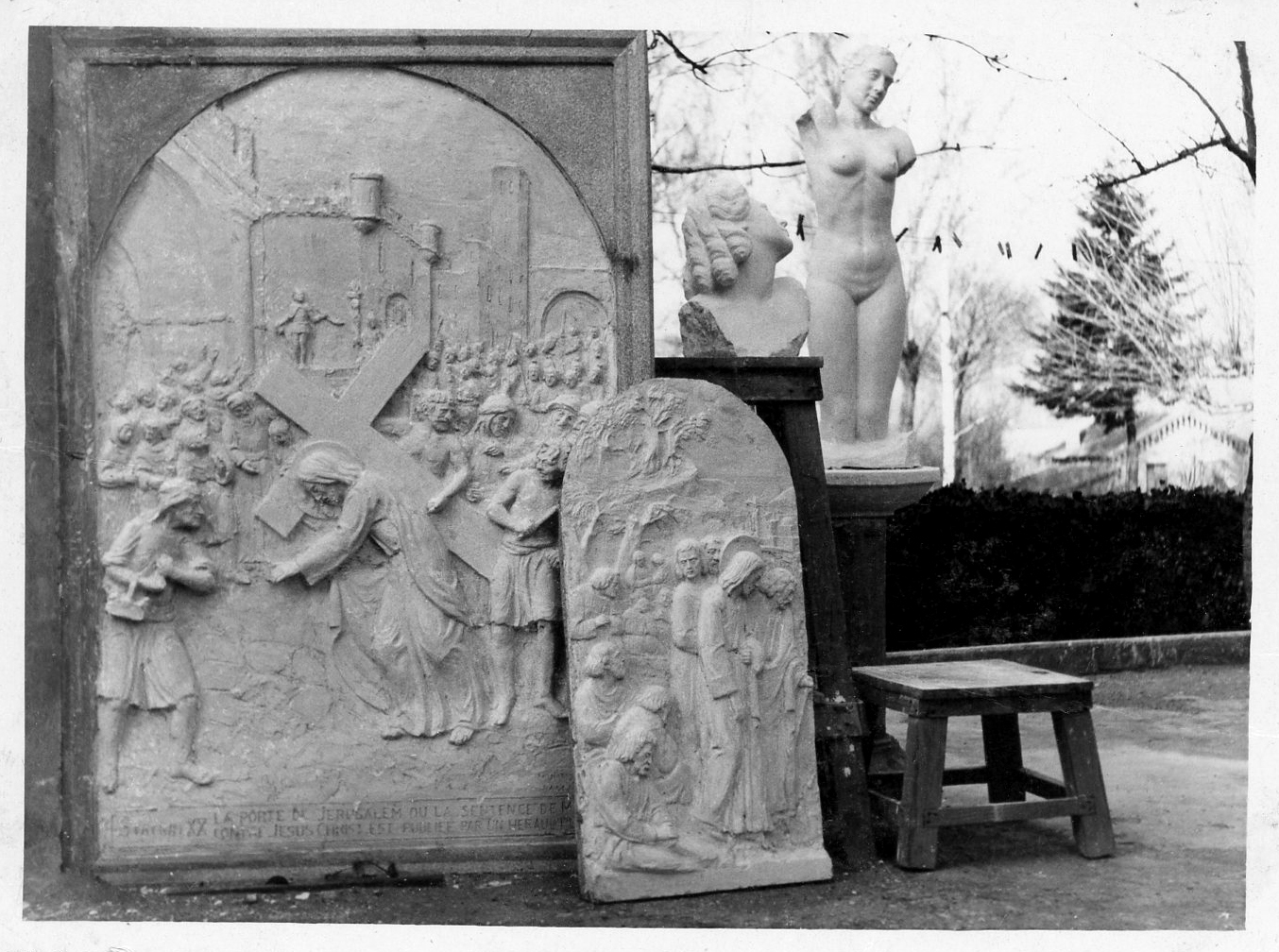
Stazioni della via Crucis di Romans
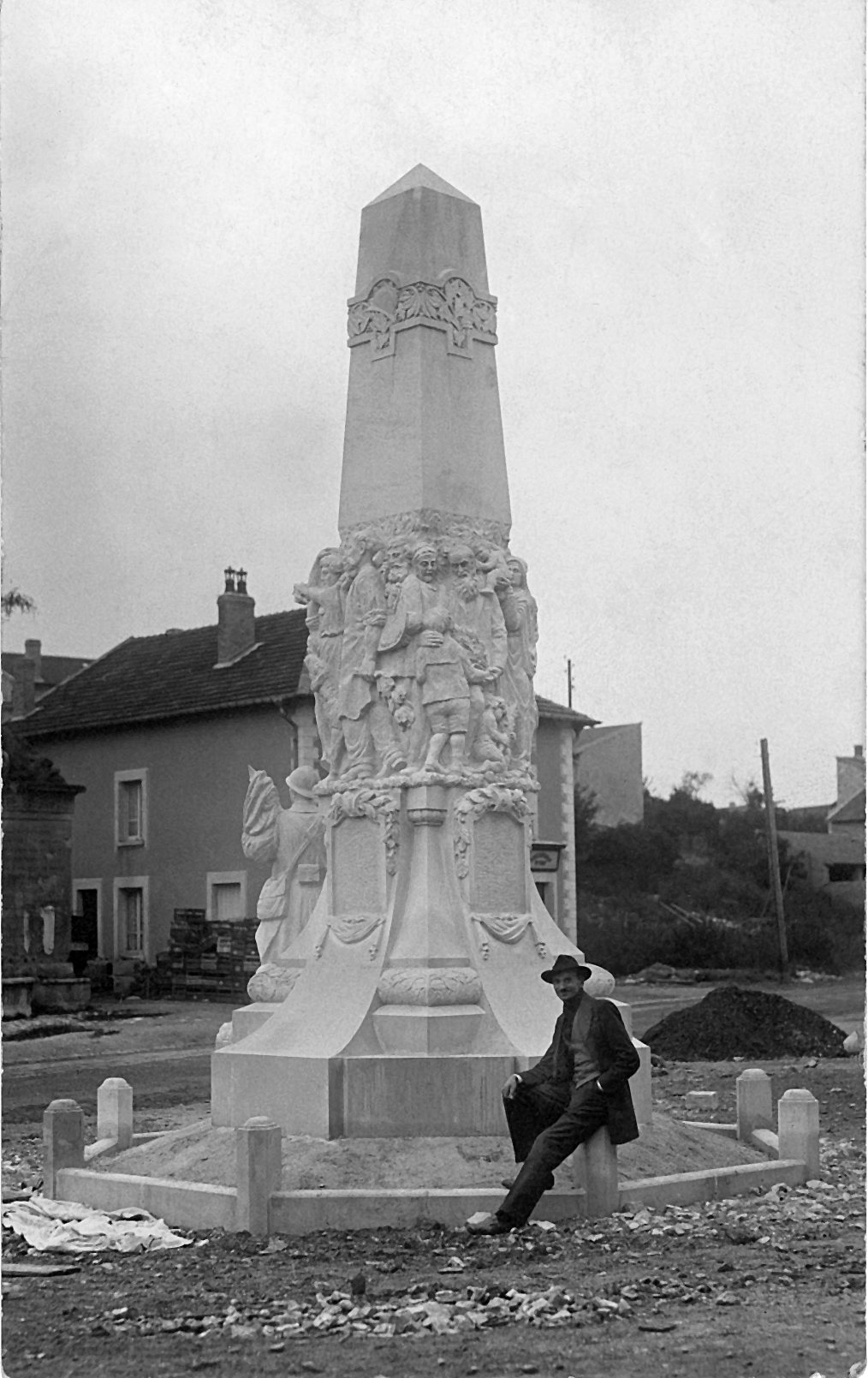
Monumento ai caduti della prima guerra mondiale (Lacroix s/Meuse)
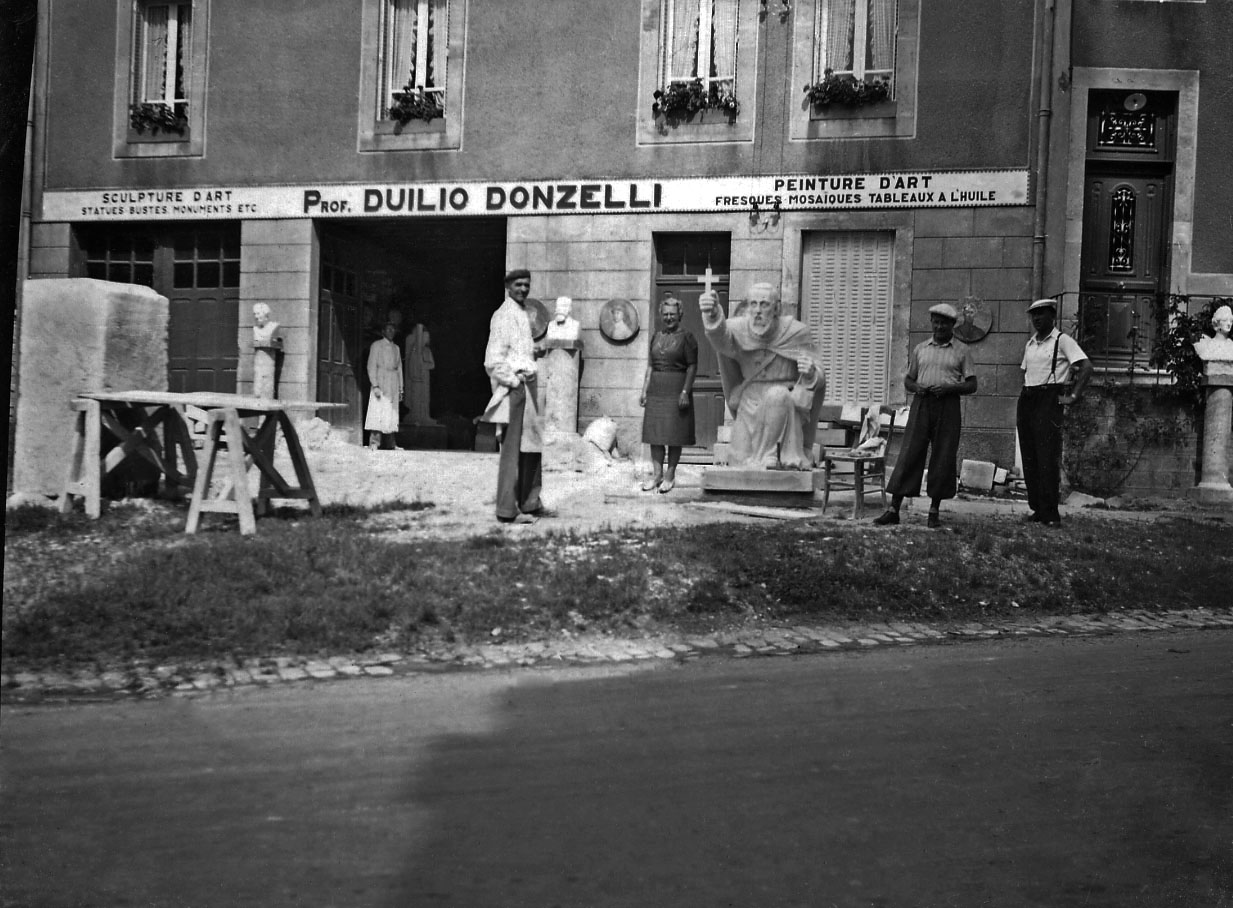
Atelier di Duilio Donzelli a Lacroix-sur-Meuse 1939
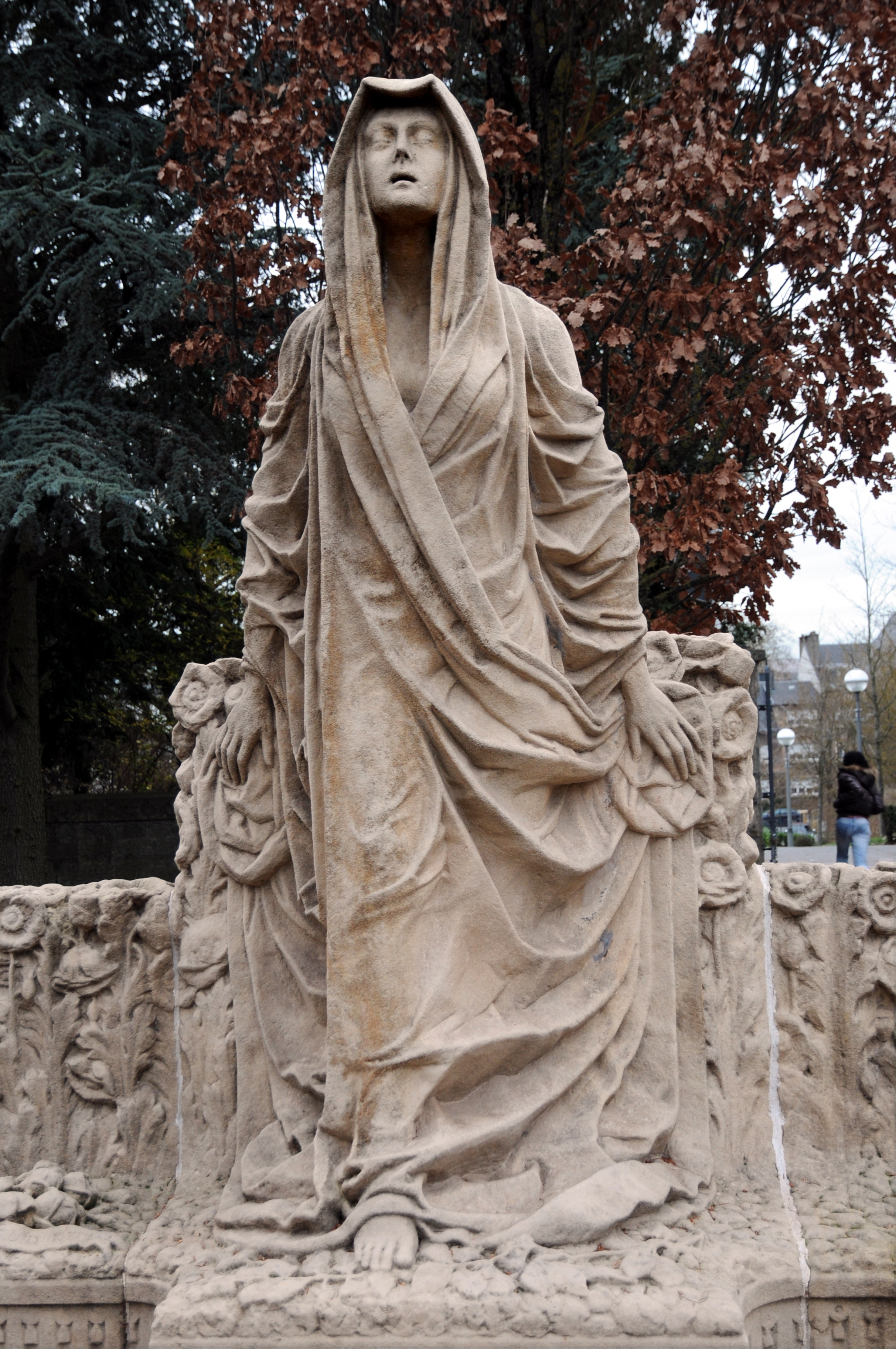
Cimitero di Saint Joseph
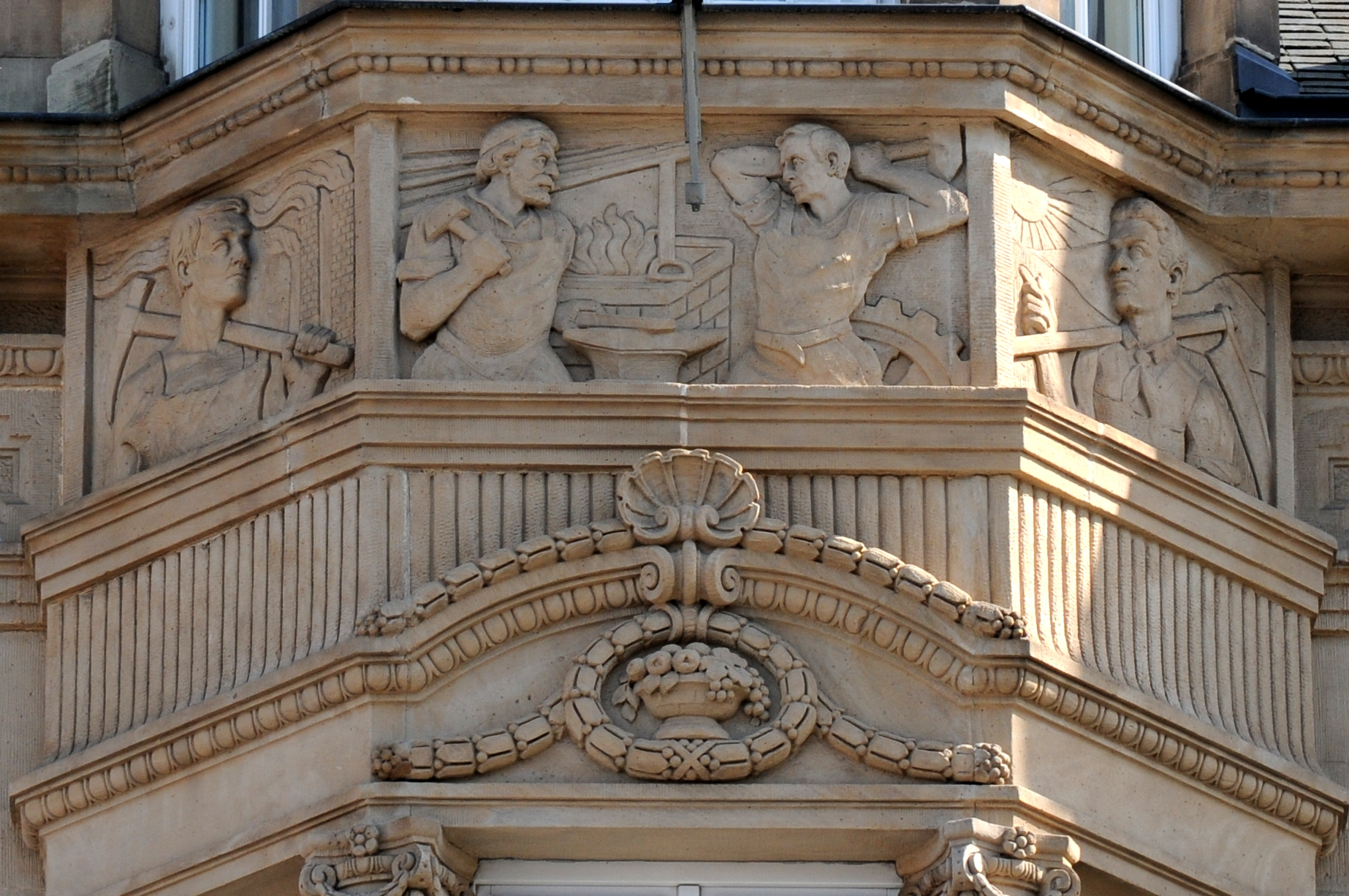
Dettaglio della Maison Sichel, Esch

## Opere (selezione)

### Lussemburgo
- Mascheroni decorativi su vari edifici a Esch-sur-Alzette
- Tomba della famiglia Reckinger, donna velata, Cimitero Saint-Joseph, 1917
- Monumento in omaggio al minatore Jean Schortgen, cimitero di Tétange, 1920
- Facciata, fregi e mascheroni del Palazzo ARBED, 1922

### Dipartimento della Meuse (Francia)
- Affreschi - Chiesa Saint-Jean-Baptiste, 1925, Lacroix- sur- Meuse
- Monumento ai caduti della prima guerra mondiale davanti al Comune di Lacroix- sur- Meuse
- Altorilievi - Chiesa, Saint Martin, Cheppy
- Decori esterni e grande quadro nella cappella - Chiesa Saint-Martin, 1927, Sourcy
- Monumento ai morti: piazza davanti alla chiesa del Villaggio, 1930, Bonzèe-en-Woëvre, Thillot-sous-les-Côte, Woël.
- Statua di Saint-Saintin, Verdun
- Mosaico - Chiesa Saint-Hilarie, Saint-Hilarie-en- Woëvre
- Affreschi - Chiesa Saint Laurent, 1930, Rouvrois-sur-meuse
- Affreschi - Chiesa Saint Rémi, Sivry-sur-Meuse
- Affreschi - Chiesa Saint-Pierre et Saint-Paul , 1933, Creuë.
- Affreschi e sculture in pietra - Chiesa de l’Assomption de la Vierge, 1934, Manheulles.
- Affreschi e sculture interne - Chiesa Saint-Marin, 1932, Hannonville-Sous-Les- Côtes.
- Affreschi - Chiesa Saint-Martin , 1934, Esnes-En-Argonne
- Affreschi - Chiesa Saint-Marcel, 1934, Seuzy.
- Affreschi - Chiesa Saint-Evre , 1936, Mécrin.
- Affreschi - Chiesa de l’assomption, 1936, Void.
- Affreschi - Chiesa Sainte-Lucie, 1937, Montesec.
- Affreschi - Chiesa Saint-Firmin, 1937, Haraumont.
- Affreschi - Chiesa Saint-Gèrard, 1937, Marbotte.
- Affreschi - Chiesa Saint-Martin, 1937, Koeur-la-Grande.
- Affreschi - Chiesa Saint- Maurice , 1937 Saint-Maurice-Sous-Les-Côtes.
- Affreschi - Chiesa Saint-Nicolas, 1937, Very.
- Affreschi - Chiesa de la Décollation de Saint Jean-Baptiste, 1938, Dieue
- Affreschi - Chiesa Saint-Sèbastien, 1938 Belleville-sur-Meuse
- Affreschi - Chiesa Saint-Martin, 1939, Cierges-Sous-Montfaucon

### Dipartimento della Drôme (Francia)
- Statue monumentali
  - Notre-Dame de la Paix à Fauconnières, commune de Montélier, 1946.
  - Notre-Dame de Bon Secours, Saint-Marcel-lès-Valence, 1946.
  - Notre-Dame des Champs, Chabeuil 1946.
  - Notre-Dame de Pitié, Châteauneuf-sur-Isère, 1947.
  - Notre-Dame des Foyers, Montmeyran, 1948.
  - Notre-Dame des Champs à Peyrus.
  - Notre-Dame des Champs à Saint-Vérand (Isère), 1954.
  - La Vierge à Saint-Christophe-et-le-Laris achevée, 1961.
  - L'archange saint Michel à Saint-Nazaire-le-Désert, 1947.
- Bassorilievi della via crucis, Romans, 1942
- Affreschi, Chiesa Saint-Nicolas de Baix, 1942
- Affreschi - Chiesa Saint-Pierre-et-Saint-Paul, Saint-Péray, 1942
- Affreschi - Chiesa apostolique Saint-Grégoire, Valence